# كنيسة القديس فرنسيس الأسيزي (عدن)
كنيسة القديس فرنسيس الأسيزي أو الكاتدرائية القديمة القديس فرنسيس الأسيزي، أو ببساطة كنيسة القديس فرانسيس، هو الاسم الذي يطلق على المبنى الديني التابع للكنيسة الكاثوليكية ويقع في مدينة عدن، في اليمن.
كانت الكاتدرائية مقر النيابة الرسولية الرومانية الكاثوليكية لجنوب شبه الجزيرة العربية بين عامي 1892 و1974، وفي عام 1973 تم نقل مقر النيابة الرسولية الرومانية الكاثوليكية لجنوب شبه الجزيرة العربية إلى كاتدرائية القديس يوسف في مدينة أبوظبي في الإمارات. في الوقت الراهن الكنيسة تخدم رعية عدن. على الرغم من تدهور هيكلها ولكن لاتزال تستخدم إلى حد كبير.

وقد هوجم تمثال المسيح نعمة البحر عدة مرات. عندما كان البريطانيون يحكمون المنطقة، عملت بجوار الكنيسة مدرسة للبنين فقط وهي كلية سانت أنتوني ولكن بعد ذلك قامت الحكومة اليمنية ببناء جدار فاصل بين الكنيسة والمدرسة.

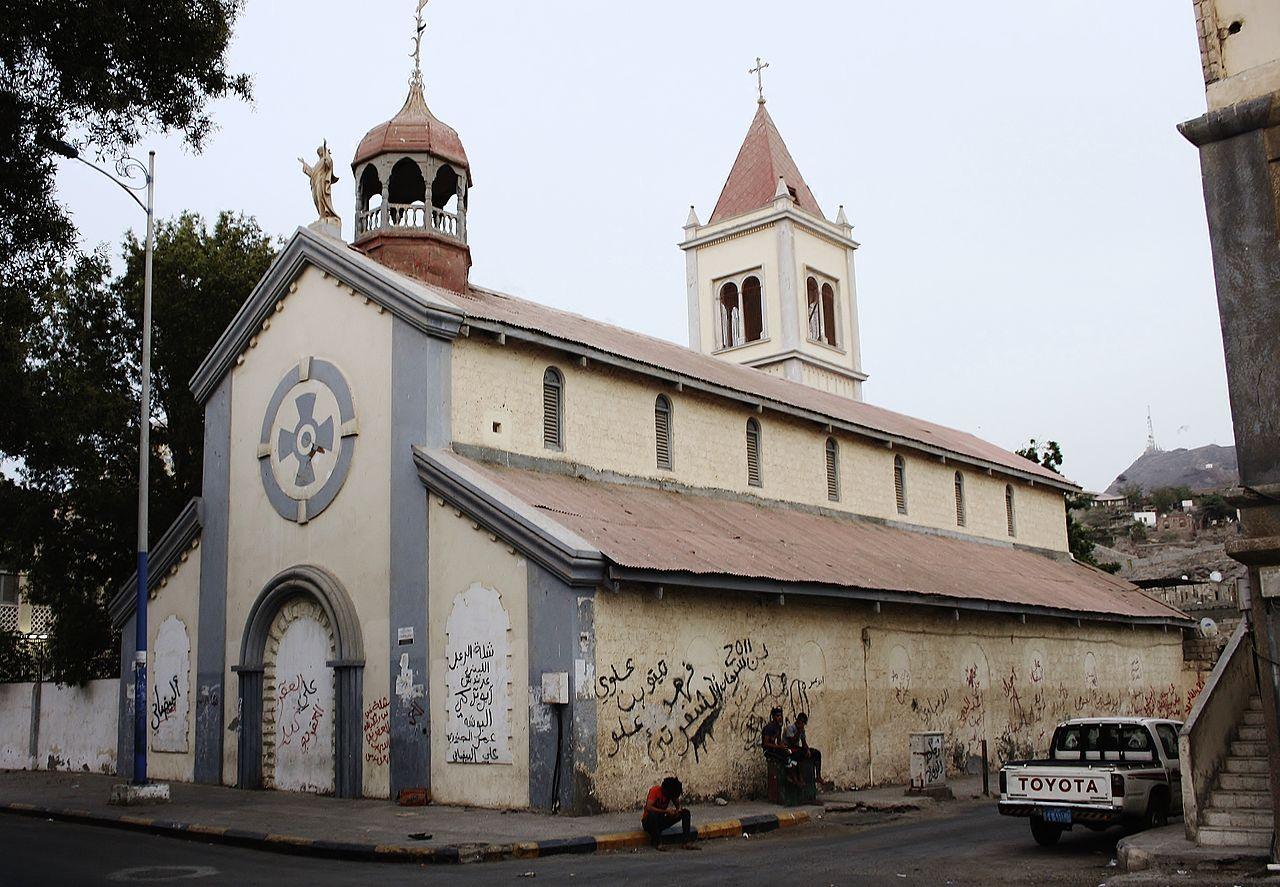
صورة للكنيسة